# JES (Selbsthilfenetzwerk)
JES ist ein bundesweites Netzwerk im Bereich der Drogenselbsthilfe. Die Abkürzung JES steht für Junkies, Ehemalige und Substituierte. Unter dem Motto „Für ein menschenwürdiges Leben mit Drogen“ setzt sich JES für die Rechte von Drogenkonsumenten ein und stellt sich gegen Ausgrenzung und Diskriminierung. Politische Forderung von JES sind ausgeweitete Spritzentauschprogramme, um Needle Sharing zu vermeiden, und ausreichende Behandlungsangebote mit Substitutionmitteln wie Methadon auch in ländlichen Regionen. Die geregelte Abgabe von sauberem Heroin an Konsumenten, die mit Methadon, Polamidon oder Subutex – den heute gängigen Mitteln zur Substitution – nicht zurechtkommen, wird von JES eindeutig befürwortet. Langfristig votiert JES für den Verkauf heute illegaler Drogen in Fachgeschäften durch ausgebildetes Fachpersonal und für eine entsprechende Aufklärung über die potentiellen Gefahren dieser Substanzen, da sich die herrschende Politik der Drogenprohibition laut JES über die Jahrzehnte selbst disqualifiziert habe.